# چهره‌های مرگ (فیلم آینده)
چهره‌های مرگ (انگلیسی: Faces of Death) فیلم ترسناک آمریکایی و بازسازی فیلمی به همین نام محصول سال ۱۹۷۸ است. این فیلم به کارگردانی دنیل گلدهابر و نویسندگی مشترک او با ایسا مازی ساخته شده و بازیگران باربی فریرا، دیکر مانتگامری، جوزی توتا، چارلی ایکس‌سی‌ایکس و جرمین فاولر در آن ایفای نقش می‌کنند.

## داستان
داستان این فیلم دربارهٔ زنی است که مدیر محتوای پلتفرمی شبیه یوتیوب است و وظیفه‌اش حذف و فیلتر کردن ویدئوهای خشن یا توهین‌آمیز است. او با گروهی در سایت مواجه می‌شود که ظاهراً قتل‌های فیلم اصلی را بازسازی می‌کنند. اما در دوران دیجیتال که مملو از اطلاعات نادرست است، این پرسش مطرح می‌شود: آیا این قتل‌ها واقعی هستند یا ساختگی؟

## بازیگران
- باربی فریرا[۳]
- دیکر مانتگامری[۳]
- جوزی توتا[۳]
- چارلی ایکس‌سی‌ایکس[۴]
- جرمین فاولر[۵]

## تولید
در سال ۲۰۰۶، شرکت روگ پیکچرز وارد مذاکراتی برای ساخت نسخه‌ای بازسازی شده از فیلم چهره‌های مرگ شد. در ماه مه ۲۰۲۱ گزارش شد که حقوق فیلم ترسناک اصلی محصول ۱۹۷۸ توسط لجندری پیکچرز خریداری شده است. تیم نویسندگی دنیل گلدهابر و ایسا مازی برای نوشتن فیلم‌نامه انتخاب شدند و گلدهابر نیز به عنوان کارگردان پروژه معرفی شد. سوزان مانتفورد و دن مورفی از طریق شرکت انگری فیلمز و همچنین آدام هندریکس و گرگ گیلریث از طریق شرکت دی‌واید/کانکر تهیه‌کنندگان فیلم هستند. جان بورود، تهیه‌کننده فیلم نسخه اصلی نیز به عنوان یکی از تهیه‌کنندگان در این پروژه حضور دارد.
در آوریل و مه ۲۰۲۳، باربی فریرا؛ دیکر مانتگامری، جوزی توتا، چارلی ایکس‌سی‌ایکس و جرمین فاولر به عنوان بازیگران اصلی معرفی شدند.

### فیلم‌برداری
با بودجه تولیدی معادل ۷٫۴ میلیون دلار (پیش از اعمال مشوق‌های مالیاتی)، تصویربرداری اصلی از ۱۰ آوریل ۲۰۲۳ در نیواورلئان، ایالات متحده با عنوان کاری Home Movies آغاز شد و در ۱۲ مه ۲۰۲۳ به پایان رسید. در اوایل سال ۲۰۲۴ نیز پیک‌آپ‌ها انجام شد.